# Skarżyń
Skarżyń – wieś w Polsce położona w województwie wielkopolskim, w powiecie leszczyńskim, w gminie Włoszakowice.
W latach 1975–1998 miejscowość administracyjnie należała do województwa leszczyńskiego. Do końca 1999 roku w gminie Przemęt w powiecie wolsztyńskim.